# St. Michael (Großbüllesheim)

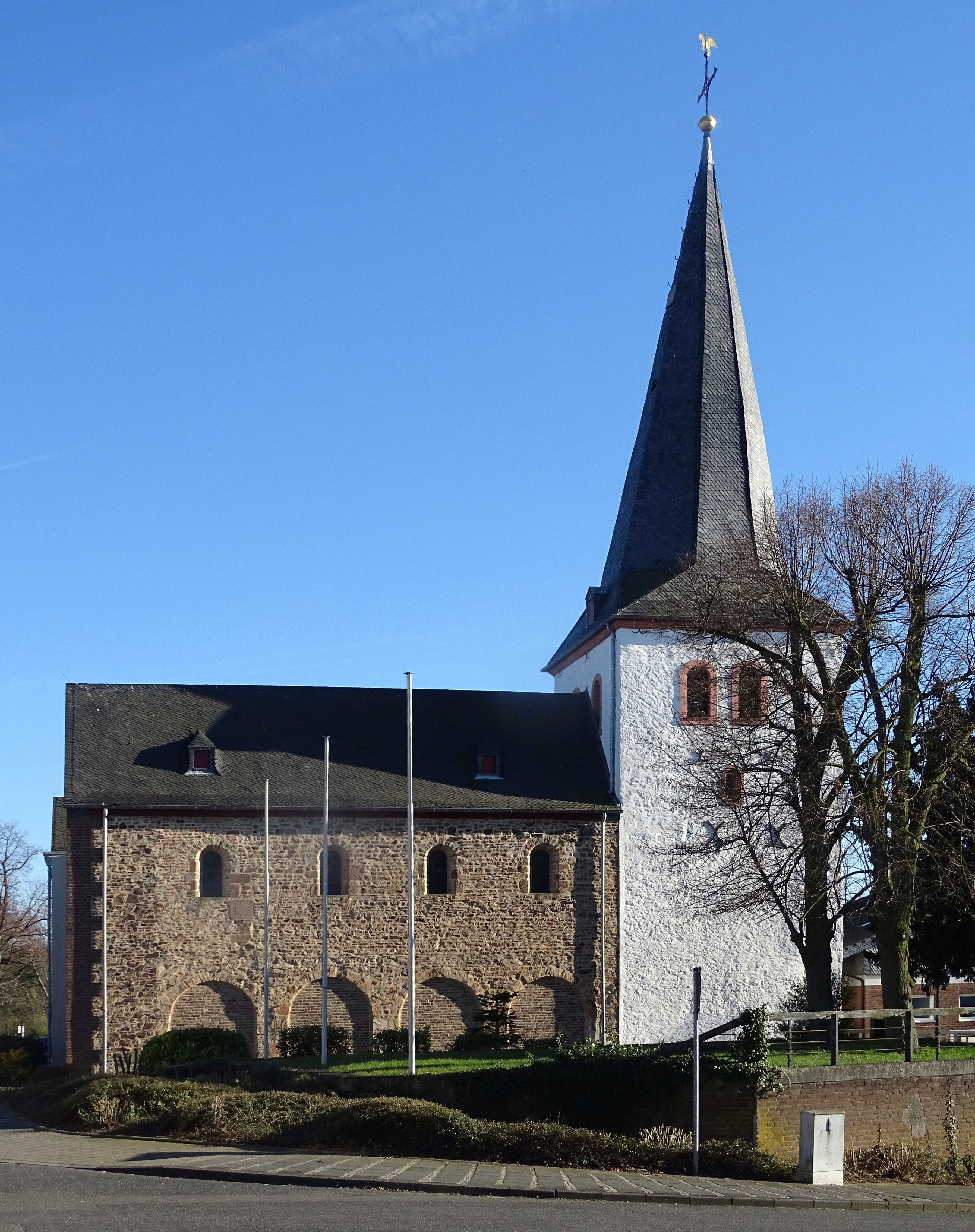
Kirche St. Michael in Großbüllesheim

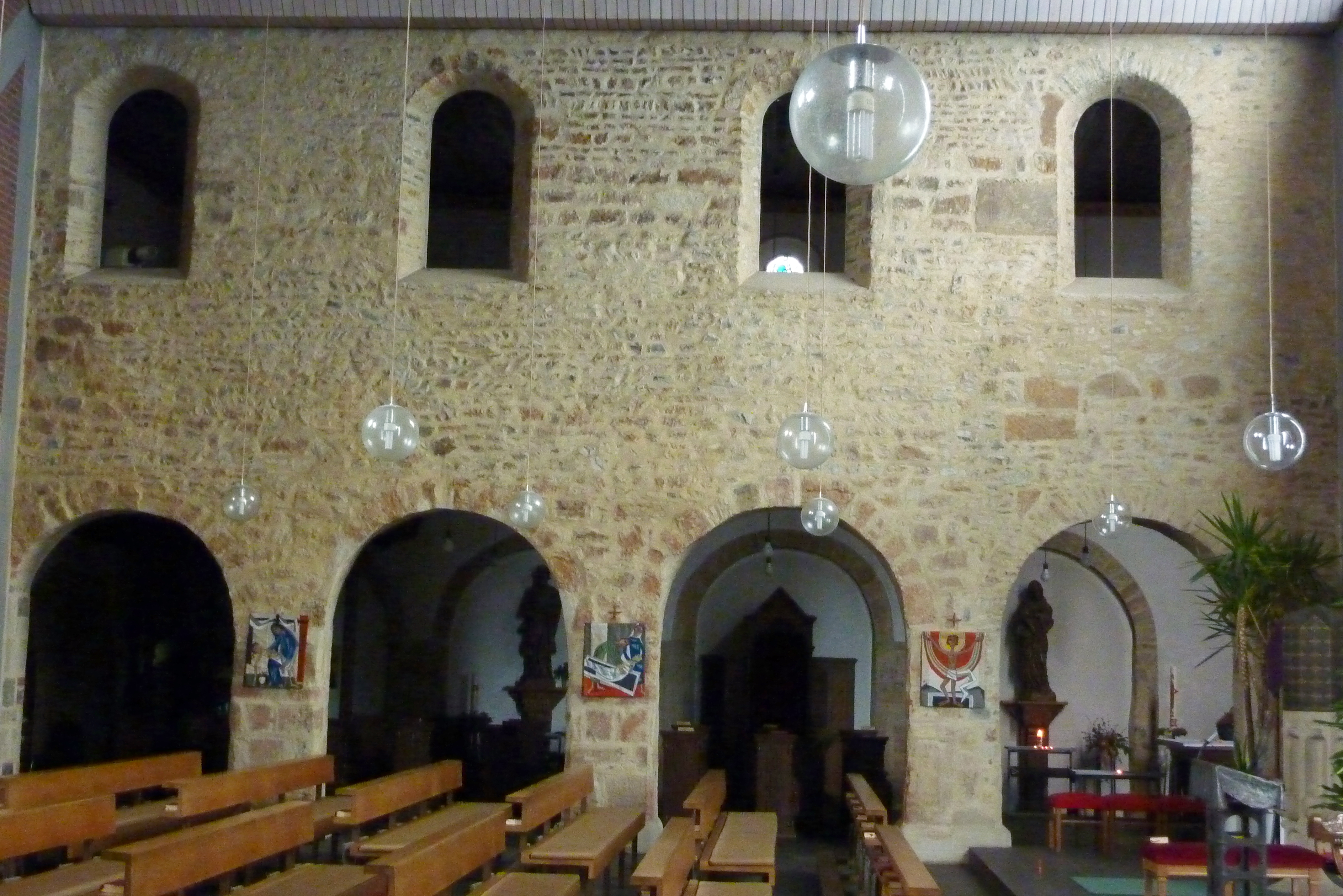
Blick vom neuen Hauptschiff in die alte Kirche

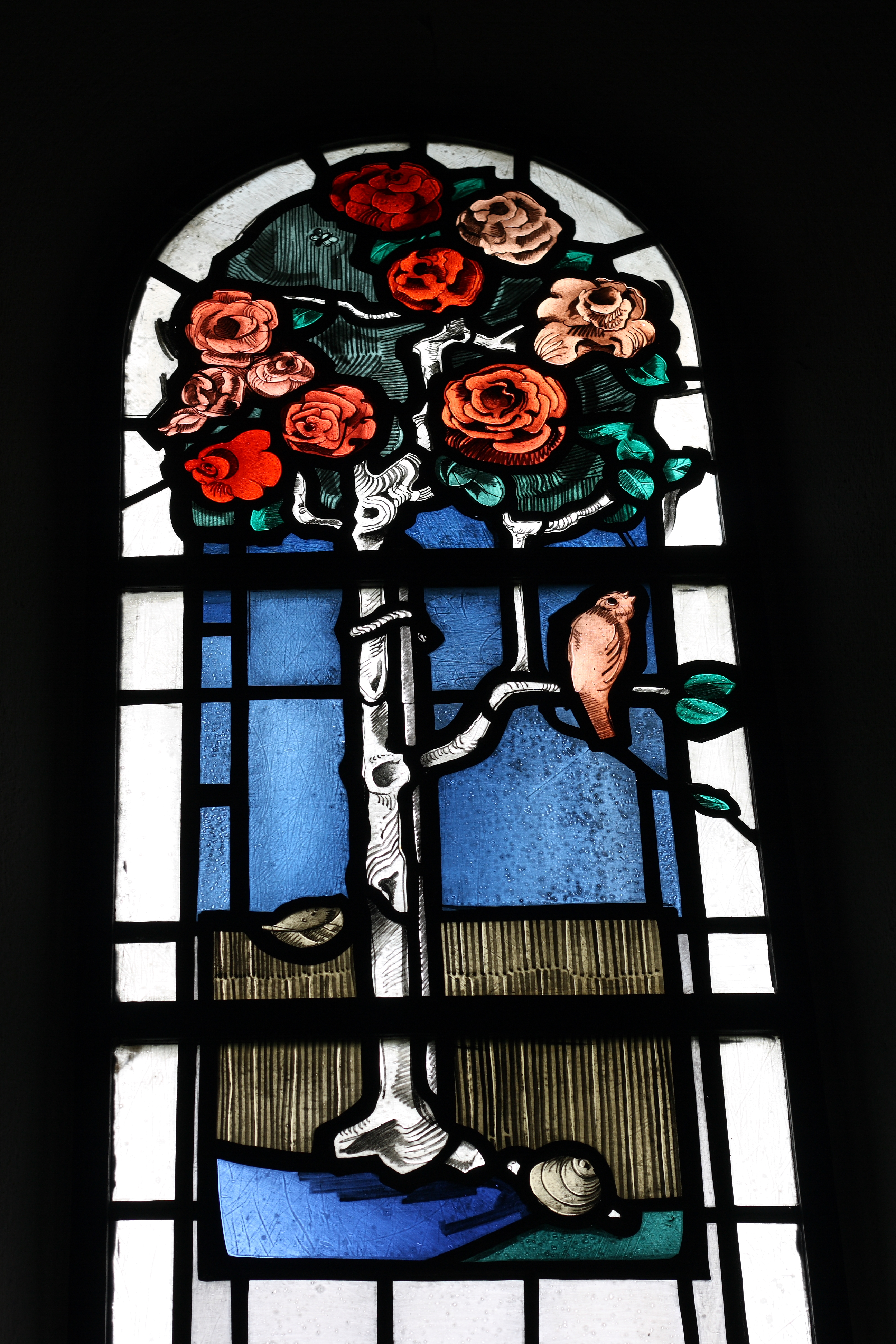
Fenster im Obergaden der alten Kirche St. Michael

Die katholische Pfarrkirche St. Michael in Großbüllesheim, einem Stadtteil von Euskirchen im Kreis Euskirchen in Nordrhein-Westfalen, wurde zwischen 1965 und 1973 mit einem Neubau erweitert. Die dem Erzengel Michael geweihte Kirche bewahrt noch den romanischen Westturm und das alte Kirchenschiff.

## Geschichte
Die früheste Erwähnung einer Kapelle in Großbüllesheim findet man in einer Urkunde Lothars II. vom Jahr 856. Im Kommentar des Caesarius von Heisterbach aus dem Jahr 1222 zum Prümer Urbar von 893 finden wir die Büllesheimer Kirche genannt. Auch im Liber valoris ist die Kirche angeführt.
Die heutige Kirche entstand, als in den Jahren 1965 bis 1973 die 1885 erneuerten Seitenschiffe abgerissen wurden und ein modernes Hauptschiff nach Plänen des Architekten Karl-Josef Ernst aus Zülpich errichtet wurde. So entstand eine Art Doppelkirche, wobei das Schiff der romanischen Basilika und das neue Hauptschiff nebeneinander liegen und durch Bogenöffnungen miteinander verbunden sind.

## Architektur

### Alt St. Michael
An der Südseite des romanischen Hauptschiffes schließen sich der viermal größere Ziegelbau des Neubaus und die  Sakristei an. Das aus Bruchstein bestehende alte Schiff wurde instand gesetzt und die Fenster in den Obergaden mit modernen Bleiglasfenstern versehen.
Der viergeschossige Westturm mit Westeingang besitzt im ersten Stock den ältesten Gottesdienstraum der Kirche, die Michaels-Kapelle. Dieses Turmobergeschoß war ursprünglich durch drei Mauerbögen zum Kirchenschiff hin geöffnet. In den südlichen Bogen hat man eine kleine rundbogige Tür gebrochen, durch die man von der alten Orgelempore in das Turmobergeschoß gelangt. Die Glockenstube im dritten Stock öffnet sich auf allen Seiten mit einem Paar rundbogiger Fenster. Der achtseitige Helm ist geschiefert.
Wenn auch 856 eine Kapelle („ca¬pella“) in „Bullengesheim“ urkundlich benannt ist, so ist diese nicht unbedingt Ursprung der heutigen Kirche. Sicher  ist Großbüllesheim aber seit um 1300 selbständige Pfarrei, wobei das Kollationsrecht bis zur Säkularisation bei den Burgherren von Büllesheim verblieb. Seit  2002 gehört St. Michael zum Pfarrverband Erftmühlenbach.
Die einschiffige Saalkirche aus dem 10./11. Jahrhundert wurde im 12. Jahrhundert zu einer vierjochigen Basilika mit zwei Seitenschiffen und Apsis erweitert. Wahrscheinlich entstand gleichzeitig der ungegliederte, in der Turmhalle tonnengewölbte, viergeschossige Westturm mit allseitig paarig angelegten, rundbogigen Schallöffnungen im Glockengeschoss. Im Jahr 1743 entfernte man die flache Holzdecke und führte ein Kreuzrippengewölbe ein, wodurch das epitaphähnliche Relief mit Christophorus-Darstellung auf der Südwand in Höhe des Turmobergeschosses (Michaelskapelle) verdeckt wurde. 1812 errichtete man einen neuen (Polygonal-)Chor mit 5/8 Schluss.
Im Jahr 1860 wurde die Orgelempore aus Holz in Fortsetzung des Turmobergeschosses eingefügt, damit die Gebrüder Müller aus Reiffer-scheidt/Eifel darauf  ihre Orgel installieren konnten. 1885 ersetzte man die Seitenschiffe durch breitere, aus Backstein gebaute und verlängerte diese beidseitig durch Sakristeibauten, angelehnt an den Chor. 1938 baute Karl Bach aus Aachen auf der erweiterten Empore eine neue Orgel ein.

### Neu St. Michael
Durch das Anwachsen der Pfarrgemeinde wurde seit 1961 ein Erweiterungsbau diskutiert. 1967/68 gab es dann einen Architektenwettbewerb, wobei man sich für den Entwurf von Karl Josef Ernst aus Zülpich entschied. Die Ausführung erfolgte in den Jahren 1969 bis 1973. Das Entwurfskonzept basierte auf der Überlegung, die zwei neuromanischen Seitenschiffe und Chor abzureißen und das romanische  Kirchenschiff mit Turm zu erhalten, während die Kirchenerweiterung parallel zum alten Kirchenschiff – also verbindend – angeordnet ist.
„Die romanische Bruchsteinaußenwand prägt als seitliche Abschlusswand den neuen Kirchenraum, die alte Kirche wird zum wertvollen Seitenschiff der neuen Kirche und behält dabei ihre eigenständige Gestalt. Die Struktur der linear aneinander gereihten Satteldächer des Neubaus greift das Thema des Altbaus auf. Dieser behält durch größere Höhe und prägenden Giebel seine Dominanz, unterstützt durch den Turm als baulichen Fixpunkt der Gesamtanlage. Die Faltung der linear aneinander gereihten Satteldächer gibt dem stützenfreien Innenraum des Neubaus eine eigenständige Prägung. Die zurückgesetzte Altarrückwand bewirkt eine natürliche seitliche Belichtung des Altarbereiches. Durch die verlängerten mittleren Raumachsen entsteht ein kreuzförmiger Grundriss.“ (Konzept- bzw. Baubeschreibung von Karl-Josef Ernst)
Insgesamt wirkt der Kirchenbau von außen harmonisch, da die nach dem Abbruch des nördlichen Seitenschiffs und Chors vorhandenen Öffnungen mit Backsteinmauerwerk geschlossen wurden und dadurch eine Verbindung mit dem Erweiterungsbau, einem Skelettbau mit Backsteinfüllungen, und dem weiß verputzten Turm hergestellt ist.
Innen wird der weiträumige neue Kirchenraum von sichtbaren Backsteinwänden, Betonrahmungen und Bruchsteinwand bestimmt.
Die 1972 von Paul Weigmann aus Leverkusen entworfenen Fenster erfüllen den Raum mit einem feierlichen Licht: vier Rundbogenfenster mit figurativen Motiven im Obergaden der Nordwand (Rosen-/Weinstock/ Maria Himmelskönigin/ Hortus clusus) und eine schmale hohe Fensterbahn mit Vogelmotiven in der Südwand im alten Kirchenschiff, jeweils zwei rautenförmige Fenster in je zwei Giebeln der Ost- und  Westwand (Motiv „Stadt Jerusalem“) und zwei schmale hohe Fensterbahnen mit eingefügten Medaillonscheiben (aus der alten Kirche, Ende 19. Jh., Motiv „Dornenkrönung“ bzw. „Erscheinung des Auferstandenen“) im um eine Stufe erhöhten Altarbereich des neuen Kirchenraumes. – Drei Fenster (Ende 19. Jh.) – Kreuzigung, Grablegung, Auferstehung Christi – wurden in der Sakristei eingesetzt.
Altar, Ambo und Sakramentsstele hat der Bildhauer Olaf Höhnen aus Frechen 1972 aus Trachyt bzw. Bronze gestaltet. An der Rückwand des Altarraumes ist seit 1993 eine neoromanische Kreuzigungsgruppe – Christus am Kreuz mit Maria und Johannes – angebracht.
Die alte Orgel, die 1972 von Karl Bach aus Aachen umgebaut und in einen neuen Prospekt von Peter Beretz aus Eschweiler eingefügt wurde, ist 2008 durch eine neue Orgel von Romanus Seifert u.Sohn aus Kevelaer ersetzt worden.
Die Portale sind vom Goldschmied Albert Sous aus  Würselen in freier geometrischer Gestaltung aus Kupfer geschaffen  worden.
Das Geläut besteht aus Marienglocke (1920) und Hubertus- und Michaelsglocke (1954),  seit 2005 aus drei weiteren Bronzeglocken „Dreifaltigkeits-“, „Christus-“ und „Heilig-Geist-Glocke“.
Nach Westen und Osten springen die beiden Mitteltrakte des Neubaus etwas vor. Die von oben bis unten reichenden Lichtbänder rahmen am östlichen Teil die gesamten Seitenflächen des Vorsprungs ein. Die großen Giebelrauten in den Stirnseiten besitzen ebenfalls Glasflächen. So ist ein lichtdurchfluteter Raum entstanden, dessen farblos verglaste Fenster mit filigranartigen Ornamenten nur wenig das einfallende Licht verändern. Die Fenster wurden nach Kartons von Paul Weigmann entworfen und in der Glasmalerei Oidtmann in Linnich hergestellt.

## Taufbecken

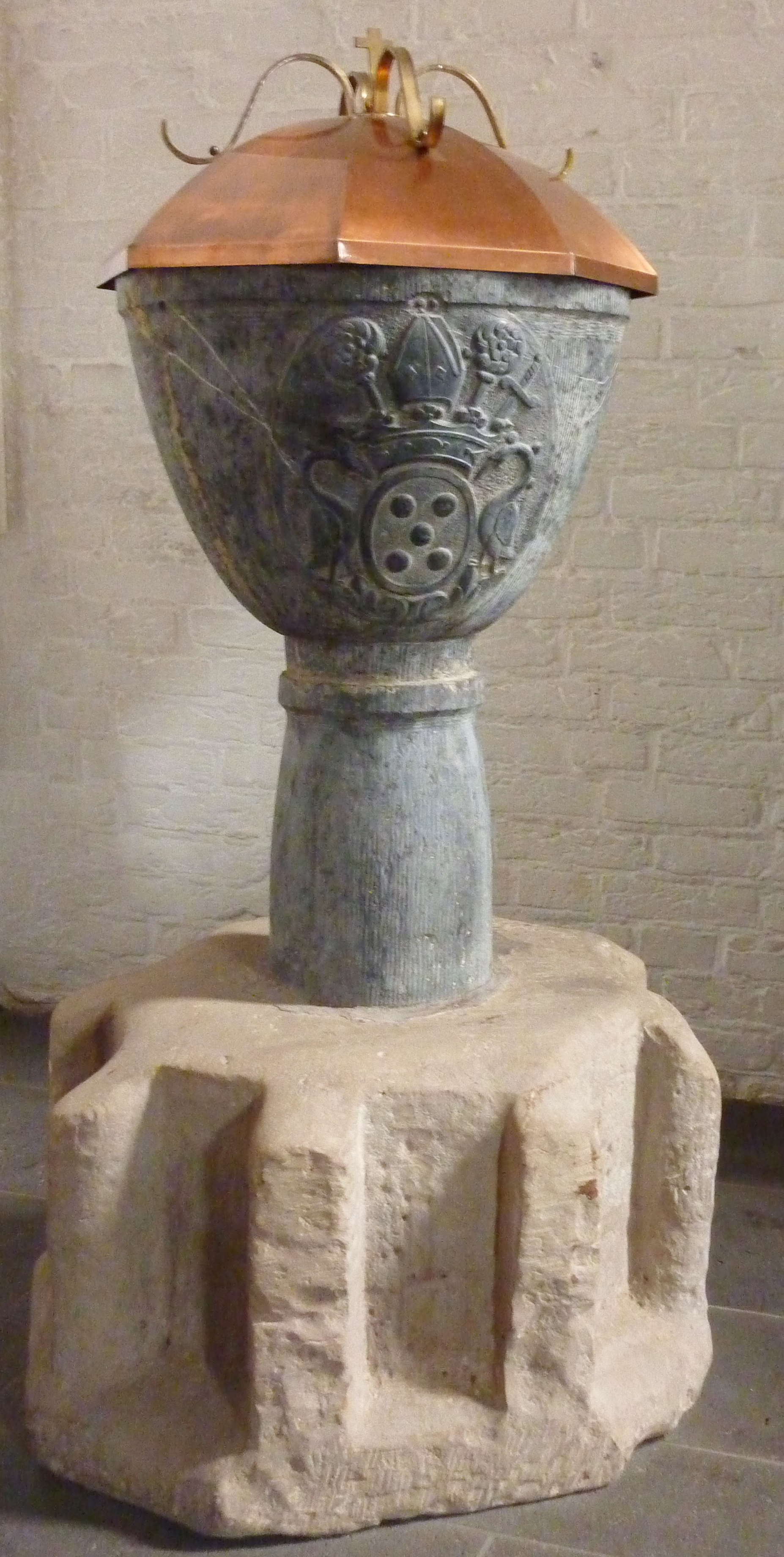
Romanisches Taufbecken mit neuem Deckel

Das gotische Taufbecken aus Basaltlava steht auf einer Basis aus romanischer Zeit. Auf der Vorderseite ist das Wappen von Karl Ludwig von Sickingen-Ebernburg, 1745 bis 1764 Abt in der Reichsabtei Kornelimünster, als Relief zu sehen.
Weitere Ausstattung
- Portal und Seitentüren, Kupfer, 1972, von Albert Sous aus Würselen
- Turmportal, Holz, Angeln mit Beschlagwerk aus geschmiedetem Eisen, Ende 19. Jahrhundert
- Pieta, Sandstein, 1920 (ehemals Teil eines Kriegerdenkmals)
- Orgelempore, Holz, 1860, 1938 erweitert
- Kruzifix, 1977, von Rudolf Hierlwimmer aus Dollendorf
- Marienikone („immerwährende Hilfe“), Öl a.H., 1904/05
- Hl. Josef, Holz, 1981, von Hans Schuhegger aus Berchtesgaden
- Beichtstuhl, Eichenholz, um 1900
- Marienfigur (mit Kind), Holz, 1980, von H.Schuhegger
- Taufstein, Sockel aus Sandstein, 13. Jahrhundert, Schaft und Becken aus Basaltlava, auf der Schalenwandung reliefiertes Wappen des Abtes von Kornelimünster  K.L.v.Sickingen (evtl. Geschenk an den aus N.Kastenholz stammenden Pfarrer J.W. Wachendorf), 18. Jahrhundert, Deckel aus Kupfer, 20. Jahrhundert
- Kruzifix, Holz, Anfang 20. Jahrhundert; zugeordnet sind die vier Evangelisten, Eichenholz, Fragmente der alten Kanzel, 1877 von August Jägers aus Köln
- Altarmensa, Eiche, 1970 aus der neugotischen Kommunionbank (St. Nikolaus Kuchenheim) gefertigt, seit 2001 in St. Michael
- Chorgestühl, Eiche, 16. Jahrhundert
- Kirchenbänke, Eiche, 17. Jahrhundert, 1964 von der Abtei St. Anno in Siegburg erworben
- Christophorus, Holz, 1988, von H. Schuhegger
- Hl. Judas Thaddäus, Holz, 1984, von H.Schuhegger
- Herz Mariä (mit Lilie), Holz, farbig gefasst, neugotisch, Ende 19. Jahrhundert
- Herz Jesu, Holz, ehemals farbig gefasst, neugotisch, Ende 19. Jahrhundert
- Christophorus, Relief, Stuck, ehemals farbig gefasst, 16. Jahrhundert
- Antoniusikone, Öl auf Holz, 1989, von Norbert Eichel aus Großbüllesheim
- Kreuzweg, Textil-Applikation, 1978, Entwurf Werner Persey aus Trier, Ausführung Stadelmaier-Studios Nijmegen
- Sakramentsstele, Pfeilerfuß aus Trachyt und Schrein aus Bronze, 1972, von Olaf Höhnen aus Frechen
- Hl. Michael, Holz, farbig gefasst, 20. Jahrhundert
- Chorgestühl, Eichenholz, zweiteiliges Gestühl mit figural gestalteten Wangen, 16. Jahrhundert
- Ambo, Bronze, 1972, von Olaf Höhnen
- Altarmensa, Trachyt, 1972, von Olaf Höhnen
- Kreuzigungsgruppe, Holz, farbig gefasst, neuromanisch, Anfang 20. Jahrhundert, ehemals in St. Laurentius Bergisch-Gladbach, seit 1993 in St. Michael
- Hl. Hubertus, Holz, teilweise vergoldet, 17. Jahrhundert, aus dem alten Hubertusaltar
- Orgel, 1938, von Orgelbau Karl Bach aus Aachen, 1972 umgebaut, neuer Prospekt von P. Berretz aus Eschweiler bei Aachen, ab 2011 neue Orgel von Orgelbau Romanus Seifert u. Sohn aus Kevelaer

## Orgel
Die Orgel wurde 2009 bis 2011 von dem Orgelbauer Romanus Seifert (Kevelaer) erbaut. Das Schleifladen-Instrument hat 29 Register und zwei Nebenregister auf zwei Manualen und Pedal. Die Trakturen sind mechanisch.
| I Hauptwerk C–g3 |                |        |
| 1.               | Bourdon        | 16′    |
| 2.               | Principal      | 8′     |
| 3.               | Hohlflaut      | 8′     |
| 4.               | Viola di Gamba | 8′     |
| 5.               | Oktave         | 4′     |
| 6.               | Spitzflaut     | 4′     |
| 7.               | Quinte         | 2 ⁄3′  |
| 8.               | Superoktave    | 2′     |
| 9.               | Terz           | 1 3⁄5′ |
| 10.              | Mixtur IV      |        |
| 11.              | Trompete       | 8′     |
|                  | Nachtigall     |        |
|                  | Zimbelstern    |        |

| II Unterwerk C–g3 |            |        |
| 12.               | Suavial    | 8′     |
| 13.               | Bourdon    | 8′     |
| 14.               | Salicional | 8′     |
| 15.               | Unda maris | 8′     |
| 16.               | Principal  | 4′     |
| 17.               | Traverse   | 4′     |
| 18.               | Nasard     | 2 ⁄3′  |
| 19.               | Doublette  | 2′     |
| 20.               | Tierce     | 1 3⁄5′ |
| 21.               | Cymbel III |        |
| 22.               | Cromorne   | 8′     |
|                   | Tremulant  |        |

| Pedalwerk C–f1 |              |     |
| 23.            | Violonbass   | 16′ |
| 24.            | Subbass      | 16′ |
| 25.            | Oktavbass    | 8′  |
| 26.            | Gedacktbass  | 8′  |
| 27.            | Choralbass   | 4′  |
| 28.            | Posaune      | 16′ |
| 29.            | Basstrompete | 8′  |

- Koppeln: II/I, I/P, II/P (auch als Superoktavkoppel)

## Glocken
Die Marienglocke wurde 1921 und die Michaels- und Hubertusglocken wurden 1954 angeschafft. Seit 2005 wurde mit der Dreifaltigkeits-, Christus- und Heilig-Geist-Glocke das Geläut auf sechs Glocken erweitert.